# Sphaerium lauricochae
Sphaerium lauricochae е вид мида от семейство Sphaeriidae. Видът не е застрашен от изчезване.

## Разпространение и местообитание
Разпространен е в Боливия, Перу и Чили.
Обитава крайбрежията на сладководни басейни, морета и реки.